# 光度测定 (天文学)
光度测定是天文学中用来量度通量，或者说一个天体电磁辐射强度的相关技术。如果是对辐射的广泛波长波段进行光度测定，既测量辐射的总量，又测量其光谱分布，则使用术语分光光度法。

## 方法
光度测定所使用的方法进行测光取决于所研究的波长范围。最基本的，由望远镜收集光线来进行光度测定，有时通过光度测定专用光学带通滤波器来传递，然后用感光仪器获取和记录光能。标准的带通设备（称为测光系统）允许对观测结果进行精确比较。
在历史上，对近红外线到短波长的紫外线进行光度测定会使用光电光度计。这是一种测量单一物体光线强度的仪器，它将光线导向到感光单元来进行测量。这些已被CCD相机大规模取代，它可以同时映射多个物体。而光电光度计仍在特殊情况下使用，例如需要更高的时间分辨率。

## CCD光度测定
CCD相机本质上是一个光度计栅格，同时测量和记录来自视野中所有来源的光子。因为每个CCD影像一次记录多个物体的光度测定，所以可以对记录数据执行各种形式的光度测定提取，典型的有相对、绝对和差异三种。这三种方式都需要从原始图像抽取目标对象的星等，以及一个已知的比较对象。从一个目标观察到的信号，按照系统的点扩散函数（PSF），通常会覆盖许多像素。这种扩散，既有望远镜的光学原因，又有视宁度的原因。当从一个点源获得光度测定时，测量流量需要汇总来自目标所有的光线记录，再减去来自天空的光线。最简单的技术，被称为孔径光度测定，包括汇总目标中心孔径内的像素数，并减去附近每像素的平均天空数与孔径内像素数的乘积。这将得出目标对象的原始流量值。在非常拥挤的区域，例如一个球状星团进行光度测定时，恒星重叠严重，就必须使用de-blending技术，比如PSF配合来确定重叠源的个体流量值。

### 校准
在确定被测物体的通量后，通常将通量转化为仪器光度。然后，该测量被以某些方式校准。使用哪种校准方式，部分取决于进行的是什么类型的光度测定。通常，观测结果按照相对或者差异光度测定法来处理。相对光度测定法用来度量多个物体间的相对视星等。绝对光度测定法用来在一个标准的测光系统上度量一个物体的视星等；这些测量结果可以与通过不同的望远镜或仪器获得的其它绝对光度测定结果进行比较。差异光度测定法用来度量两个物体间的亮度差异。在大多数情况下，差异光度测定法可以做到最高的精度，而绝对光度测定法最难做到高精度。此外，当物体的视星等较微弱时，精确光度测定通常更加困难。

### 绝对光度测定
进行绝对光度测定，必须修正观测物体的有效通频带与用于定义标准光度测定系统的通频带之间的差异。这通常是在以上所讨论的所有其它修正方式之外的。通常这种修正的手段包括，通过多重过滤观测感兴趣的目标，以及观测若干测光标准星。如果无法同时观测到目标和标准星，这种修正必须在光度测定条件下进行，即天空万里无云，大气质量良好。

### 相对光度测定
进行相对光度测定，需要将物体的仪器光度与已知的物体进行对比，然后根据仪器灵敏度和大气质量对空间测量误差进行修正。这通常是在修正其暂时误差之外进行的，尤其是当被比较的物体在天空中相距过远而无法同时观测到时。如果对近距离同时包含目标对象和被比较对象的图像进行校准，并使用与被比较对象的记录光度相匹配的光度滤光器，大多数的测量误差会减少为零。

### 差异光度测定
差异光度测定是最易于校准和最适合时间序列观测的。当使用CCD光度测定法时，目标物体和被比较物体要求同时、使用同一滤光器、使用同一仪器、通过同一光路被观测到。大多数观测误差都被降低了，光度差异则只剩下目标物体与被比较物体间的仪器光度差异（∆Mag=C Mag–T Mag）。这在描绘目标物体的光度随时间变化时非常有用，并且通常会被编制为光变曲线。

### 表面光度测定
对于大尺度的物体，如星系，更感兴趣的往往是测量星系内的空间亮度分布，而不是简单地测量该星系的总亮度。物体的表面亮度是其在天空中投影的单位立体角内的亮度，对表面亮度的测量被称为表面光度测定法。通常的应用是测量一个星系的表面亮度情况，即表面亮度对距离星系中心距离的函数。对于小的立体角，常用的单位是平方角秒，而表面亮度往往被表示为每平方角秒的光度。

## 应用
光度的测量可以结合平方反比定律，如果一个物体的距离可以确定，就可以确定其光度；如果它的光度是已知的，就可以确定其距离。一个物体的其它物理性质，例如它的温度或化学成分，可以通过宽频或窄频的分光光度测定法来确定。通常，对多个目标的通过两个滤波器获得的光度测量数据被绘制于一张颜色数值图上，对恒星来说就是赫罗图的观测版本。光度测定也被用于研究天体的光线变化，例如变星、微型行星、活动星系核以及超新星，或者探测系外行星。测量这些变化可以用来确定重叠联星系统成员的轨道周期和半径，小行星或恒星的自转周期，或者超新星释放的总能量。

## 软件
一些免费的计算机程序可用于合成孔径光度测定和配合PSF的光度测定。SExtractor（页面存档备份，存于）和孔径光度测定工具（aperturephotometry.org（页面存档备份，存于））都是流行的孔径光度测定软件。前者致力于减少大规模的星系测量数据，而后者有一个图形用户界面（GUI）适合研究单独的图像。DAOPHOT被认为是配合PSF光度测定的最好软件。

## 组织
有一些专业的或业余的组织，在收集和分享光度测定数据，并将其推到线上。一些网站收集的数据主要是作为其他研究者（例如AAVSO）的资源，也有一些征集数据用于自己的研究（如CBA）：
- 美国变星观测者协会（AAVSO）
- 后院天体物理中心（CBA）
- 数字SF激变变星数据库（DSF-Wiki）
- Astronomy Online